# Chiesa di San Gennaro all'Olmo
La chiesa di San Gennaro all'Olmo si trova nel centro antico di Napoli (Spaccanapoli) all'incrocio tra via San Gregorio Armeno e via San Biagio dei Librai. Costituisce un unico complesso monumentale insieme alla contigua chiesa di San Biagio Maggiore.
La monumentale chiesa è chiamata all'Olmo perché nella vicina piazzetta un tempo si ergeva un grande olmo sul quale si appendeva il premio per il vincitore del gioco della cuccagna.
In origine era intitolata a San Gennaro ad diaconiam, perché era una delle chiese a cui il vescovo assegnava un diacono per la distribuzione delle elemosine ai poveri ed alle vedove.

## Storia

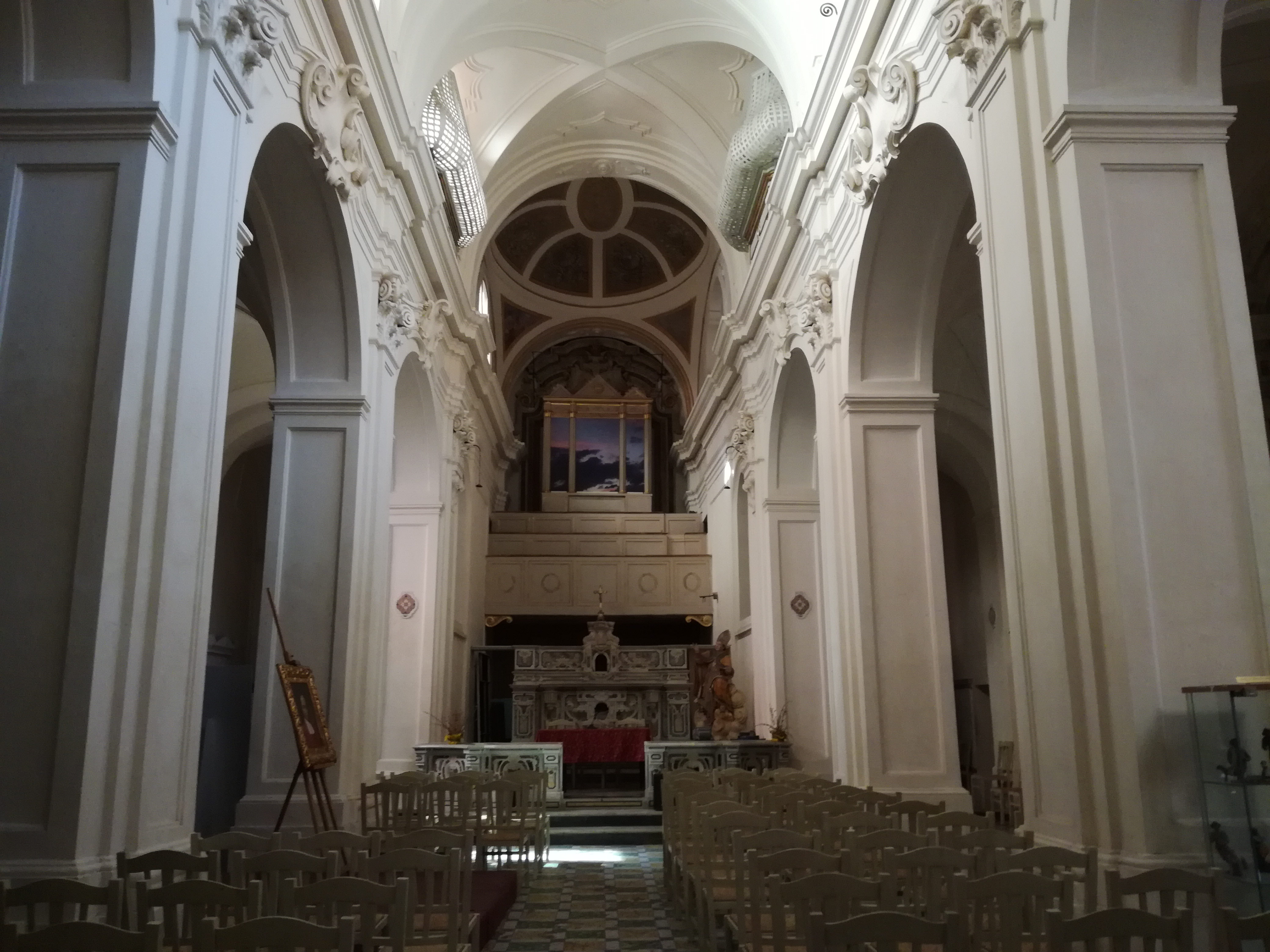
L'interno

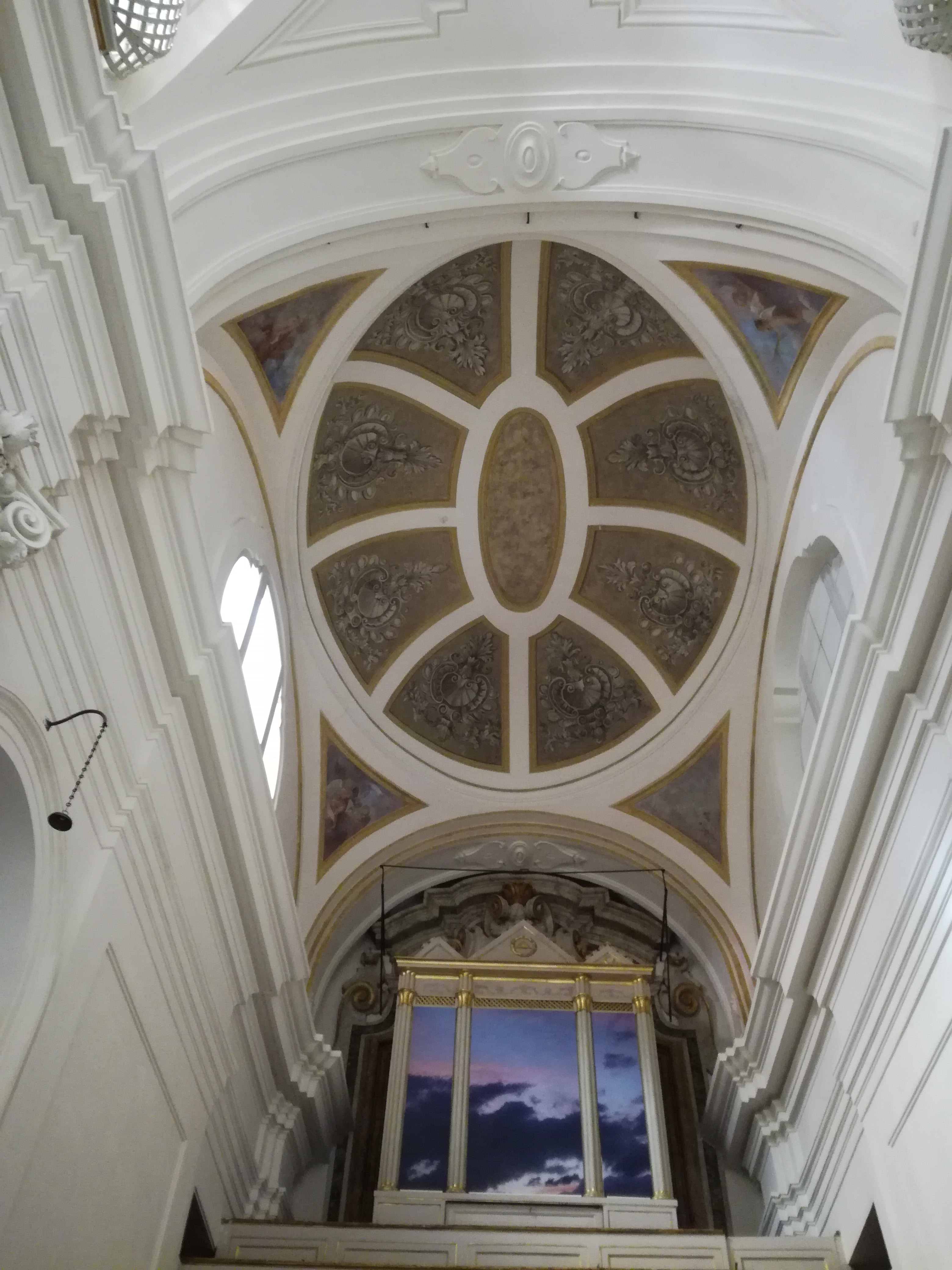
La cupola

La prima fondazione della chiesa risale alla fine del VII secolo, ad opera del tredicesimo vescovo di Napoli Sant'Agnello (680-701), che la fece edificare in onore di San Gennaro dove già sorgeva una delle sette diaconie della città. Secondo una tradizione, tuttavia, si crede che l'edificio fosse una delle prime sei chiese di rito greco fondate al tempo di Costantino.
Nell'VIII secolo le monache armene che giunsero a Napoli dall'Armenia, in seguito alle persecuzioni degli iconoclasti, trovarono rifugio nella chiesa portarono con loro le reliquie di Gregorio Illuminatore e il cranio di San Biagio. Al culto di quest'ultimo venne appositamente dedicata una cappella nel corpo della chiesa. Nel 1631 la devozione verso il santo (protettore dei malati di gola) crebbe a tal punto che la cappella fu integrata nella chiesa attigua di San Biagio Maggiore, edificata per le nuove esigenze.
Fino al XIV secolo i riti venivano celebrati in greco e latino, ma in seguito tutta la città si uniformò al rito latino. L'antico ospedale della diaconia fu attivo fino al XV secolo.
Nel 1583 la chiesa fu restaurata su volontà dell'abate Agnello Rosso e durante il corso dei lavori fu rinvenuta al di sotto dell'altare maggiore un'urna marmorea contenente le reliquie di san Nostriano, successivamente traslate nella chiesa dei Santi Filippo e Giacomo. Da quel momento la chiesa fu intitolata al santo mentre le reliquie vennero esposte al pubblico nel 1612.
Nel corso della seconda metà del XX secolo la chiesa è stata chiusa e spogliata delle sue opere, arrivando persino a murare l'ingresso; le infiltrazioni hanno contribuito alla distruzione delle decorazioni in stucco barocche e al crollo del cupolino presbiteriale. Dal 1944 il gruppo parrocchiale si è trasferito nella vicina chiesa dei Santi Filippo e Giacomo.

## Restauro
La chiesa agli inizi del XVII secolo venne elevata a parrocchia e nuovamente restaurata dopo il terremoto del 1688 con la creazione di un pregevole apparato in stucco; all'epoca, qui venne battezzato il filosofo Giambattista Vico.
Altri restauri barocchi vennero eseguiti nel XVIII secolo, realizzando gli altari laterali e il maggiore con la balaustra in marmo commesso.
Nei primi anni dell'Ottocento venne effettuato un intervento di restauro voluto dal parroco Adinolfi, con la ripavimentazione in maiolica, mentre le strutture murarie furono dipinte in azzurro e bianco (l'originale era in finto marmo). Un altro restauro fu fatto, secondo la testimonianza di Roberto Pane, nei primi del Novecento quando l'avanzamento della facciata inglobò la vecchia scalinata. Egli scrisse: «all'esterno di S. Gennaro all'Olmo, una misera facciata neoclassica in stucco denunzia un restauro [...] prima di quest'ultimo restauro l'ingresso alla chiesa era preceduto da alcuni gradini che vennero, poco opportunamente, inclusi nel piccolo vestibolo tra la facciata e la chiesa; in tal modo si ridusse lo spazio esterno e, per conseguenza, il largo cessò di avere l'aspetto di una piazzetta».
Successivamente, a causa del terremoto del 1980, l'edificio è stato messo in sicurezza con l'inserimento di alcune ancore di fissaggio nella muratura.
Recentemente la chiesa è stata recuperata dalla Fondazione Giambattista Vico, voluta da Gerardo Marotta e presieduta da Vincenzo Pepe. L'istituzione vichiana ha curato la prima sessione di restauro e la ricostruzione delle decorazioni della navata, mentre una seconda sessione ha avuto come obiettivo la ricostruzione del presbiterio con il cupolino e il recupero delle cappelle. Al di sotto dell'edificio è un'altra chiesa e una piccola cripta dove hanno trovato sepoltura diverse persone del popolo. La chiesa conserva anche reperti del periodo antico, come alcune colonne paleocristiane.
Gli ultimi studi e ritrovamenti indicano il sito come ossario dei santi Biagio e Gregorio. Si è scoperto inoltre che al suo interno è sepolto il padre di Giambattista Vico.
Oggi la chiesa è una delle sedi della fondazione che ha provveduto a restaurarla.